# Paul Schickert
Paul Wilhelm Schickert (* 19. Juli 1827 in Meißen; † 20. Oktober 1905 in Dresden) war ein deutscher Politiker (Konservative) und Abgeordneter im Sächsischen Landtag.

## Leben
Der Sohn des Gerichtsdirektors Wilhelm Schickert besuchte die Fürstenschule St. Afra in Meißen und widmete sich dann dem Studium der Rechtswissenschaften in Leipzig. Wie viele Absolventen der Fürstenschule schloss er sich dort der Landsmannschaft Afrania an. Das Studium beendete er 1849 mit dem Examen und trat dann kurzzeitig in Fürstlich Schönburgischen Diensten in Glauchau. 1853 übernahm er das Amt des Bürgermeisters in Großenhain und verwaltete dasselbe bis 1864. Hernach trat er in den Staatsdienst über und war als Mitglied der Generaldirektion der Königlich Sächsischen Staatseisenbahnen in Leipzig und Dresden tätig. 1870 erfolgte seine Ernennung zum königlich sächsischen Finanzrat. Von 1872 bis 1880 agierte er als Direktor der Chemnitz-Aue-Adorfer Eisenbahn-Gesellschaft. Nach Übergang dieser Gesellschaft an den Fiskus und Erledigung deren Liquidation, widmete er sich bis 1902 als unbesoldeter Stadtrat dem Dienst der Stadt Dresden. Ferner gehörte er von 1889 bis 1894 der II. Kammer des Sächsischen Landtags, als Vertreter des 2. Wahlkreises der Stadt Dresden, an.